# 경춘선숲길
경춘선숲길은 서울특별시 경춘선 폐선 구간에 조성된 공원이다. 현재 광운대역 인근의 일부 구간은 공원화가 되지 않고 있으며 경춘철교는 보행자가 통행할 수 있도록 열려있다.

## 같이 보기
- 화랑대역 (폐역)
- 신공덕역
- 경춘선 자전거길